# Felix Göttlicher
Felix Göttlicher (* 20. März 2002 in Ingolstadt) ist ein deutscher Fußballspieler, der bei Hannover 96 II unter Vertrag steht.

## Karriere
Göttlicher begann seine fußballerische Karriere beim FC Ingolstadt 04, bei dem er bis 2016 spielte. Anschließend wechselte er in die Jugendabteilung des FC Bayern München, wo er jedoch nur ein Jahr aktiv war. Danach unterschrieb er beim FC Augsburg. Nach einem halben Jahr dort wechselte er im Januar 2018 zur JFG Ottheinrichstadt-Neuburg. Zur Saison 2018/19 wechselte er zu den B-Junioren (U17) der SpVgg Unterhaching, für die er 25-mal in der B-Junioren-Bundesliga spielte und zwei Tore erzielte. In der Saison 2019/20 war er bis zur Winterpause mit den A-Junioren (U19) in der zweitklassigen A-Junioren-Bayernliga aktiv. Im Januar 2020 wechselte der 17-Jährige in den Herrenbereich und schloss sich bis zum Saisonende auf Leihbasis in der viertklassigen Regionalliga Bayern dem VfB Eichstätt an. Da die Spielzeit aufgrund der COVID-19-Pandemie im März 2020 nicht mehr fortgeführt werden konnte, kam er für den Verein nie zum Einsatz.
Zur Saison 2020/21 kehrte der Innenverteidiger zur SpVgg Unterhaching zurück und unterschrieb einen Profivertrag. Obwohl er noch für die U19 spielberechtigt war, kam er 22-mal stets in der Startelf in der 3. Liga zum Einsatz. Der Verein stieg jedoch am Saisonende in die Regionalliga Bayern ab. Bis zur Winterpause der Saison 2021/22 absolvierte er 13 Regionalligaspiele (10-mal von Beginn). Acht Spiele verpasste Göttlicher aufgrund einer Verletzung, einmal war er aufgrund einer Gelb-Roten Karte gesperrt. Da Göttlicher seinen am Saisonende auslaufenden Vertrag nicht verlängern wollte, wurde er in der Winterpause vom Geschäftsführer Manfred Schwabl suspendiert. Göttlicher kam zu keinem Einsatz mehr und verließ den Verein schließlich mit seinem Vertragsende.
Zur Saison 2022/23 wechselte Göttlicher wieder in die 3. Liga und schloss sich ablösefrei dem FC Erzgebirge Aue an. Er unterschrieb beim Absteiger einen Vertrag bis zum 30. Juni 2025. Nachdem er von Timo Rost an den ersten 5 Spieltagen nicht eingesetzt worden war, wechselte er bereits Ende August 2022 bis zum Saisonende auf Leihbasis in die Regionalliga Bayern zu den Würzburger Kickers.
Im Sommer 2023 wechselte er zum SV Sandhausen. Nach einem Jahr in Sandhausen wechselte Göttlicher zum 1. Juli 2024 zum Drittliga-Aufsteiger Hannover 96 II.